# テスピアイ
座標: 北緯38度18分12秒 東経23度09分02秒 / 北緯38.3033度 東経23.1506度
テスピアイ（テスピア）（Thespiae, ギリシャ語： Θεσπιαι, Thespiai）は、古代ギリシアのボイオティアにあったポリス（都市国家）。ヘリコーン山の麓から東のテーバイまで続く丘陵の低い地域から見渡せる平地にあった。
パウサニアスによると、テスピアイで最も崇拝された神はエロスだった。太古のエロスの肖像は未加工の石だったが、テスピアイには多くの美術作品があった。その中には、古代世界の彫刻の中でも有名なものの1つ、プラクシテレスの『エロス』もあって、それを見ようと人々がテスピアイまで詣でてきた。そのエロス像はローマ皇帝カリグラ帝がローマに持ち出し、次代のクラウディウス帝が一度返還したが、再びネロ帝が持ち出した。リュシッポスのエロスのブロンズ像もテスピアイにあった。さらにテスピアイ人はムーサも崇拝していて、ヘリコーン山の聖なる林でムーサを讃える祭を催した。
おそらく古代の砦であったろう廃墟が今も残っている。楕円形の輪郭を持つ砦で、がっしりして、規則的に建っている。東と西の隣接した地面は、この古代都市の範囲を示す土台に覆われている。1882年には、巨大な石のライオン像を含む墓の遺跡がレウクトラ村（en: Leuctra）に続く道から発掘された。この墓は紀元前5世紀に作られ、おそらくプラタイアの戦いで戦死したテスピアイ兵のためのものであろう。テルモピュライの戦いの時は、戦死した兵は戦場で埋葬された。
歴史の中では、テスピアイは主にテーバイの敵として現れる。紀元前480年のアケメネス朝ペルシアの侵略（第二次ペルシア戦争）の時は、テーバイの示した基準に反抗したボイオティアの数少ない都市の1つで、700人の兵をテルモピュライに送り、スパルタのレオニダス1世とともに戦い、スパルタ軍ともども玉砕した。ペルシアのクセルクセス1世によって町を焼かれた後も、生き延びたテスピアイ人はプラタイアのギリシア連合軍に1,800人の兵力を提供した。ペロポネソス戦争にて、紀元前424年のアテナイのボイオティア侵攻の時は、デリオンの戦い（en:battle of Delium）でボイオティアを支援するテスピアイ分遣隊は甚大な損失を蒙った。その翌年、テーバイはテスピアイの一時的な衰退につけこみ、テスピアイが掌を返して隣国アテナイに接近したのを非難し、テスピアイの城壁を取り壊した。テーバイは紀元前414年にも民主主義の台頭をやめさせようと干渉した。コリントス戦争ではテスピアイはスパルタ側について、紀元前379年から紀元前372年にかけてテーバイ攻撃の基地としてスパルタに尽くした。しかし紀元前372年にテーバイに降伏し、紀元前371年にはレウクトラの戦いに分遣隊を送ることを強いられた。おそらくその戦いの直後、テーバイはその優位性を利用し、テスピアイを破壊し、住民を追放した。テスピアイが再建されたのは数年経ってからだった。紀元前171年、テーバイへの敵対政策に一致することから、テスピアイは共和政ローマに接近した。その後のテスピアイについては、ストラボンはなかなかの規模の都市だと、大プリニウスは自由都市だったと、それぞれ述べている。
テスピアイの市民はThespiansと呼ばれるが、役者を意味するthespianはこの都市ではなく、伝説上の最初の俳優テスピスに由来する。